# Johan Johansson (konstnär)

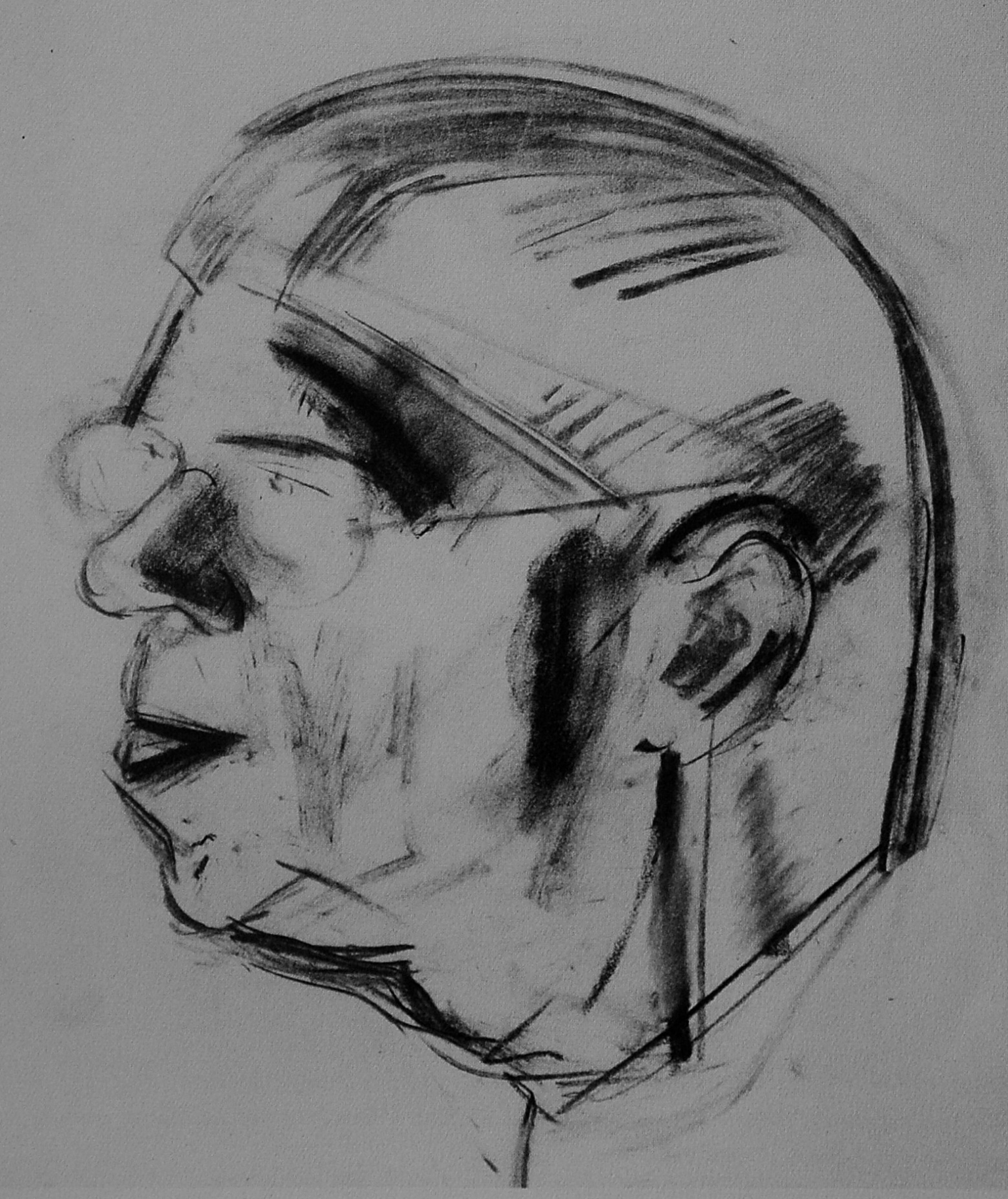
Karikatyrteckning av Johan Johansson, teckningen är utförd av konstnären John Jon-And.

Johan Albin Johansson, född 1 mars 1879 i Lund, död 6 maj 1951 i samma stad, var en svensk målare, tecknare och grafiker medlem av konstnärsgruppen De tolv.

## Biografi
Under uppväxtåren i föräldrarnas bagerirörelse väcktes intresset för måleriet. Efter avlagt gesällprov i dekorationsmålning tilldelades Johansson ett treårigt resestipendium. Detta stipendium kom att betyda mycket för Johan Johanssons fortsatta liv inom konstnärsyrket.
Mellan åren 1899 och 1914 studerade han i Berlin, München, Karlsruhe, Strassburg, Paris och Dresden. Italienresorna som han företog mellan åren 1920 och 1922 satte starkast avtryck i hans fortsatta skapande.
När Johan Johansson återvände till Sverige och Lund före första världskrigets utbrott (1914), övertog han ateljévåningen på Clemenstorget i Lund efter Anders Trulson.
År 1918 gifte han sig med Gerda Rydberg (1891–1983), fysikprofessorn Janne Rydbergs dotter.

## Impressionismen
Johan Johanssons utveckling inom måleriet gick från elevtidens omsorgsfulla realistiska detaljstudie över i ett mjukt valörmåleri mot en kraftigare betoning av färgen. Bakom detta måleri ligger den tyska impressionismen, som sedermera fick ge vika för en antitetisk färgsättning, förenklar bildplanen och ersätter den impressionistiska teckningen med kraftiga, svepande penseldrag. Man kan säga att Självporträtt, vid Löderups strand. Johan övergår till ett expressionistiska måleri. Dessutom kan man spåra en påverkan av Paul Cézannes och Edvard Munchs måleri.
Konfrontationen med Italiens formvärld åren 1920–1922 kom att ge en ny inriktning i Johanssons måleri. Omsorg om linjer, understrykande av silhuetter och en läckrare färgskala, som till en början var dogmatiska understrukna, men kom att mjukna efterhand.
Johan Johansson kom att bli en av de ledande skånska konstnärerna inom den moderna konsten. 1924 bildades modernistgruppen De tolv, eller "De 12", en sammanslutning av 12 konstnärer som ställde ut tillsammans. I denna sammanslutning intog Johansson en ledande position. Konstgruppen De tolv upphörde att ställa ut 1934. 1933 blev Johansson medlem i konstnärsgruppen Färg och Form i Stockholm.

## Måleriets uppbyggnad
I Johan Johanssons hela produktion kan man spåra en enveten vilja till monumentalitet, oberoende av dukens storlek. Han driver upp färgen till våldsam uttryckskraft, han stiliserar motiv, gör matematiska konstruktioner eller tar fram dess inneboende struktur genom att underordna detaljerna, helheten och lämnar oväsentligheterna.
I Johanssons måleri är verkligheten alltid identifierbar, den löses inte upp för att läggas ut över ytan som enbart dekorativt färgspel och färgerna som spänner mellan myllans mörka och rymdens opalskimrande, har i sin lyriska klang förutom en skulptural uppgift även en stark stämningsbärande.

## Motiven
Johansson hämtade sina motiv främst från landskap, stadsbilden, porträtt och figurkompositioner. Han visade stor kärlek till det skånska landskapet, himmel, havet och jorden.

## De sista åren
Det sista decenniet av Johanssons liv visade han en märklig förnyelse i en rad fräscha färgkritsteckningar och pasteller. Det ligger en historia bakom denna förnyelse. Johansson var mycket sjuk de sista åren. En sommar blev han ordinerad av en läkare i Lund att lägga penslarna åt sidan och vila upp sig. Det gjorde Johansson. Tillsammans med sin fru, Gerda, åkte han ned till Kåseberga. Men efter en vecka kunde inte Johansson motstå viljan att skapa. Det har berättats att i allt Johansson såg, såg han motiv. Johansson gick därför in till en granne i Kåseberga och frågade om de hade några färgkritor. Han fick då låna några, och Johansson var åter i full gång att skissa.
Under vinterhalvåren vistades Johan och Gerda Johansson antingen i Italien eller Frankrike. Men under sommarmånaderna höll de ofta till vid Kullen eller nere vid Kåseberga och Löderup. Mindre utflykter gjorde de tillsammans till den bohuslänska kusten, Halland och till den blekingska skärgården. Johan Johansson är en av de stora skånska målarna i modern konst.

## Utställningar
Johan Johansson hade en mängd utställningar i Tyskland, bland annat i Dresden, München, Leipzig, Bremen, Chemnitz och Düsseldorf. Mest uppmärksam blev han på Dresdens Kunstverein 1913 och i Berlin på Salon Gurlitt. I Paris ställde han ut 1925, i Köpenhamn 1930, i Bryssel och Helsingfors 1934, vid Biennalen i Venedig 1942 och i Oslo 1948.
I Sverige debuterade Johansson 1914 i Lund, Stockholm 1916, Konstakademin i Stockholm 1932, Lund 1935, Skånes konstförening 1915, 1916, 1919, 1920, 1922, 1924, 1926 och 1950.

## Minnesutställningar
Ragnar Josephson höll ett kort anförande vid minnesutställningen 1952 vid skånska konstmuseet till minne av Johan Johansson: "Hans dukar är förklaringar av den skapande världen så som han lärde känna den och samtidigt ständigt nya lösningar av färg- och formproblem. Han gav aldrig livet till pris för det artistiska experimentet. Hans åstundan var allt i den konstnärliga abstraktionen bevara livet, hänförelse över det. Den som sett honom måla förstod att hans djupaste källsprång var lycka. Han var så lycklig när han målade att hans gråblå blick, än uppspärrad, än kisande, lyste av lust, hans läppar gnolade underliga, självgjorda melodier och kom dansande, med graciösa och lätta språng, med muntert lyftad pensel, från sin avståndsbedömningspunkt, fram mot staffliet med den väntande duken".
Anders Österling skrev en hyllningsdikt, kallad "Mäster Johan". Andra minnesutställningar av Johan Johanssons verk har vistats på bland annat Norrköpings konstmuseum 1953, Malmö museum 1956, Konstakademin 1956, Stockholm, Åkerlund & Rausings konstförening 1974, Lund, Galleri Tellus 1979, Lomma, Ystads konstmuseum 1984, Galleri Holm 1984, Malmö och Höganäs Museum och Konsthall 1984.

## Representerad
Bilder av Johan Johansson återfinns främst på Ystads konstmuseum, Kulturhistoriska museet, Lund, Lunds universitet, Lund, Skissernas museum, Lund, Malmö konstmuseum, Landskrona museum, Helsingborgs museum, Höganäs Museum och Konsthall, Nationalmuseum, Stockholm, Moderna Museet, Stockholm, Prins Eugens Waldemarsudde Stockholm, Göteborgs konstmuseum, Norrköpings konstmuseum, Kalmar Konstmuseum, Nasjonalgalleriet i Oslo och många andra platser.